# Catherine Share
Catherine Louise "Gypsy" Share (10 de diciembre de 1942) es una antigua miembro de la Familia Manson. Fue condenada por varios delitos y pasó cinco años en prisión. Tras su salida en 1975, se desvinculó por completo del grupo.

## Primeros años
Share nació en París, de ascendencia judía con un padre violinista húngaro y una madre alemana. Sus padres eran miembros del movimiento de Resistencia francés durante la Segunda Guerra Mundial, y se suicidaron cuando su hija tenía dos años. Su abuela materna murió en un gueto en Europa Oriental y ambos abuelos paternos perecieron en campos de concentración. Antes de su suicidio compartido, su padre hizo arreglos con un abogado francés que estaba ayudando en secreto a la resistencia para planear la escapada de su hija.
A través de esos arreglos de su padre, Share fue adoptada por una mujer francesa que más tarde se casó con un psicólogo estadounidense y se mudaron a Hollywood, California. Share se graduó en la Escuela Preparatoria Hollywood en 1961. Según ella misma, tuvo una infancia feliz hasta que su madre adoptiva fue diagnosticada con cáncer y se suicidó cuando Share tenía 16 años, quedando entonces sola con su padre adoptivo que se había quedado ciego. Cuando este se volvió a casar, Share abandonó la universidad y empezó a vagabundear por California, inmersa en la contracultura de los años 60 como aspirante a cantante y actriz.
En 1965, Catherine Share grabó un sencillo con el sello Autumm en San Francisco, que ya estaba en la cima con los Beau Brummels. La grabación, bajo el nombre de Charity Shayne, fue publicada en el Reino Unido en la década de 2000 como una canción en el CD de Ace/Big Beat "Someone to Love".

## Implicación con la Familia Manson
A principios de 1967, Share conoció a Bobby Beausoleil en el set de rodaje de una película de porno softcore titulada Ramrodder. Comenzó un romance con el aspirante a músico y, después de conocer a Charles Manson a través de Beausoleil, se mudó a la "ubicación" de la Familia en el Rancho Spahn, donde los otros miembros del grupo la apodaron "Gypsy". Al igual que los demás, quedó fascinada con la figura de Manson y le creía la reencarnación de Jesucristo. Actuó como reclutadora del grupo a su petición, atrayendo a chicas jóvenes especialmente si eran guapas, para que a su vez atrajeran a hombres. Catherine fue la responsable del ingreso de Leslie Van Houten y Linda Kasabian. No estuvo directamente implicada en los asesinatos Tate-LaBianca, pero atestiguaría falsamente en el juicio en 1970 que el cerebro del crimen había sido la miembro Linda Kasabian en un esfuerzo por absolver a Manson de cualquier implicación en los crímenes.
En 1971, Share, junto con otros cuatro seguidores de Manson: Lynette "Squeaky" Fromme, Dennis Rice, Steve "Clem" Grogan y Ruth Ann "Ouisch" Moorehouse fueron acusados de intento de asesinato después de que conspiraran para asesinar a otra anterior miembro de la Familia Manson, Barbara Hoyt, para impedir que testificara durante el procesamiento contra Manson, Susan Atkins, Leslie Van Houten y Patricia Krenwinkel durante el juicio por los crímenes Tate/LaBianca. Moorehouse debía engañar a Hoyt para que la acompañara a Honolulu, Hawái, de modo que fuera incapaz de atestiguar. Si Hoyt no pudiera convencerla en Hawái de no atestiguar, Moorehouse tenía que matarla. El 9 de septiembre de 1971, cuando Hoyt se preparaba para tomar su vuelo de regreso a California, Moorehouse compró a Hoyt una hamburguesa en la que introdujo una gran cantidad de LSD, después la dejó y voló sola a California. Hoyt sobrevivió al grave envenenamiento y Share y los otros inicialmente fueron acusados de intento de asesinato. El cargo más tarde fue reducido a conspiración para disuadir a un testigo de declarar. Share, Fromme, Rice y Grogan cumplieron sentencias de 90 días en la Prisión del Condado de Los Ángeles. Moorehouse nunca cumplió su sentencia, pues no se presentó a la audiencia.
Mientras estaba detenida y testificando, Share dio a luz un hijo, Phoenix Son, el 5 de enero de 1971. Las autoridades colocaron al bebé en un hogar de acogida. Durante años se negó a confirmar la paternidad de su hijo, a pesar de que negó que Manson fuera el padre. Después de su salida de prisión, se reunió con su hijo y confirmó que Steve "Clem" Grogan era el padre.
El 21 de agosto de 1971, Share, acompañada por su reciente marido el exconvicto Kenneth Como así como otros miembros de la Familia: Mary Brunner, Dennis Rice, Charles Lovett, y Larry Bailey, condujeron una furgoneta blanca hasta Hawthorne, California donde asaltaron una armería, blandiendo pistolas y ordenando a trabajadores y clientes que se tumbaran en el suelo. Tomaron 143 rifles y los cargaron en la furgoneta, mientras un empleado de la tienda activaba la alarma silenciosa. El grupo había entrado previamente en una tienda de licores. Cuando un coche patrulla llegó, Share disparó sobre el vehículo, impactando en el parabrisas. Durante el tiroteo con la policía Brunner, Share y Bailey resultaron heridos.
Brunner y Share fueron condenadas por uno o más delitos y encarceladas en la unidad especial creada en el Instituto para Mujeres de California donde Leslie Van Houten, Susan Atkins, y Patricia Krenwinkel, esperaban sentencia de ejecución por su implicación en los asesinatos Tate-LaBianca. Share pasó varios años en prisión por su participación en el tiroteo de Hawthorne hasta su liberación en 1975. Tras ello, se desvinculó totalmente de la "Familia".

## Después de la Familia Manson
En 1979, fue condenada en absentia por el estado de California por seis delitos de fraude postal, transporte de propiedad robada entre estados, y uso fraudulento de una tarjeta de crédito. Share inicialmente había huido a Canadá pero después regresó a los Estados Unidos para cumplir su sentencia. En 1981 se divorció de Como y se casó con un informante de la policía. En julio de 2006, Share regresó al solar donde estuviera el Rancho Spahn para ser entrevistada sobre su papel en la familia Manson para la serie Our Generation de History Chanel. En 2007, fue entrevistada sobre su implicación con el grupo por el psicólogo forense Michael Stone para la serie televisiva estadounidense Most Evil del canal Investigation Discovery. Desde los años 80 Share es una autoproclamada cristiana que tiene una relación cercana con su hijo y habla en contra de las sectas.